# Каратобе (Абайская область)
Каратобе (каз. Қаратөбе, до 1993 г. — Терентьевка) — аул в Жарминском районе Абайской области Казахстана. Административный центр Каратобинского сельского округа. Код КАТО — 634479100.

## Население
В 1999 году население аула составляло 917 человек (463 мужчины и 454 женщины). По данным переписи 2009 года, в ауле проживало 598 человек (306 мужчин и 292 женщины).